# 克莱尔·温斯坦
克莱尔·温斯坦（英語：Claire Weinstein，2007年3月1日—），生于紐約州白原市，美国女子游泳运动员，主攻自由泳，2022年世界游泳锦标赛女子4×200米自由泳接力金牌得主。